# Stazione di Bari Policlinico
Stazione di Bari Policlinico vasútállomás Olaszországban, Bari településen.

## Vasútvonalak
Az állomást az alábbi vasútvonalak érintik:
- Bari–Matera–Montalbano Jonico-vasútvonal

## Kapcsolódó állomások
A vasútállomáshoz az alábbi állomások vannak a legközelebb:
- Stazione di Bari Scalo
- Stazione di Bari Zona Industriale